# Casa în care a locuit profesorul Mihail Guboglo (Ceadîr-Lunga)
Casa în care a locuit profesorul Mihail Guboglo este o clădire amplasată în Ceadîr-Lunga, Republica Moldova. Este un monument istoric de importanță națională inclus în Registrul monumentelor Republicii Moldova ocrotite de stat cu nr. 174 (raionul Ceadîr-Lunga).